# Óblast de Kamtxatka
L'óblast de Kamtxatka (rus: Камча́тская о́бласть, transcrit Kamtxàtskaia óblast) fou un subjecte federal de Rússia que l'1 de juliol del 2007 va passar a formar el krai de Kamtxatka en absorbir l'antic districte autònom de Koriàkia. L'óblast de Kamtxatka ocupava la part meridional de la península de Kamtxatka. Tenia una població de 291.705 habitants segons el cens de 2021 amb una extensió de 472.300 Km2 i la seva capital era Petropàvlovsk-Kamtxatski, amb 164.900 habitants (cens 2021) que és també el cap del nou territori resultant de la unió de les dues unitats administratives precedents.